# Старые Бейзимы
Старые Бейзимы (укр. Старі Бейзими) — село в Шепетовском районе Хмельницкой области Украины.
Население по переписи 2001 года составляло 161 человек. Почтовый индекс — 30447. Телефонный код — 3840. Занимает площадь 0,058 км². Код КОАТУУ — 6825588001.

## Местный совет
30447, Хмельницкая обл., Шепетовский р-н, с. Старые Бейзимы